# Agrocybe aegerita
Nấm Agrocybe aegerita là một loài nấm thuộc họ nấm bụi Strophariaceae. Đây là một loại nấm ăn cũng như nấm dược liệu khá phổ biến ở Nhật Bản, Hàn Quốc, Úc và Trung Quốc.

## Đặc điểm
Phần mũ nấm có đường kính 5–10 cm, lúc nấm còn non có màu nâu và dạng hình bán cầu, nhưng dần trở thành dạng hình phẳng khi nấm già, khi này chỉ phần giữa của mũ nấm còn giữ được màu nâu. Phần lamen của nấm phân bố đều, có màu trắng và theo thời gian dần chuyển thành màu nâu (do sự hình thành bào tử nấm màu nâu).
Phần cuống nấm (hay thân nấm) dài 5–12 cm, với đường kính khoảng 1 cm và có màu trắng. Trên cuống nấm thường có một vòng nấm (ring).
Phần thịt nấm tương đối chắc và có màu trắng hơi nâu.
Bào tử nấm màu nâu và có hình elip.

## Sinh thái
Nấm A. aegerita là loài ưa ấm, thường mọc trên thân một số cây lá rộng như cây dương (Populus) hay cây phong (Acer)...

## Ý nghĩa kinh tế-khoa học
Nấm A. aegerita là một loại nấm ăn có giá trị kinh tế cao. Người La Mã cổ đại đã trồng nấm A. aegerita bằng cách rải bào tử nấm lên gỗ cây dương. Tại Italia và Nhật Bản người ta đã phối giống nấm và bán trên thị trường với giá thành cao.
Có thể coi nấm A. aegerita như một nguồn hoạt chất sinh học quý giá. Cụ thể như các gốc indole từ nấm có khả năng khử các gốc tự do (hoạt tính chống oxy hóa), chất cylindran của nấm có hoạt tính chống ung thư hay agrocybenine với hoạt tính kháng nấm.
Ngoài ra nấm A. aegerita còn có khả năng tiết ra một loại enzym ngoại bào đặc biệt với tên gọi Agrocybe-aegerita-peroxidase (AaP) hay peroxygenase (EC 1.11.2.1). Enzym này có cấu trúc giống như các heme-thiolate protein P450, với hoạt tính xúc tác, biến đổi các chất thơm như phenol hoặc các chức oxy (có chứa nhóm -OH) thành các phân tử ít hoạt động hóa học hơn (ví dụ như benzen, naphtalen, pyridin, thianisol...). Ngoài A. aegerita, hiện nay enzym peroxygenase cũng đã được tìm thấy trong một số nấm khác của bộ Agaricales (chi Coprinus).

## Tham khảo

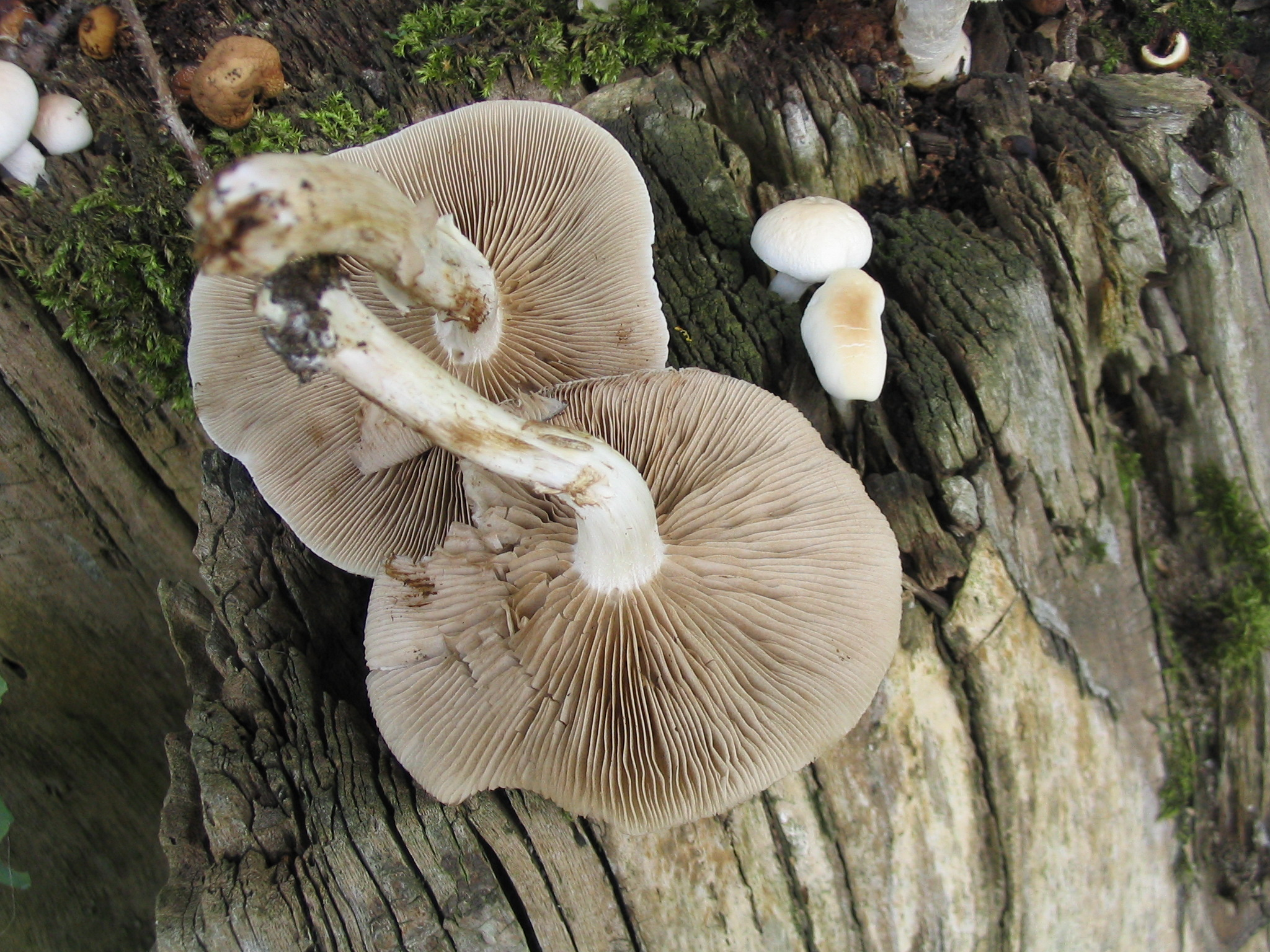
Nấm Agrocybe aegerita tươi